# Victor Scheppers

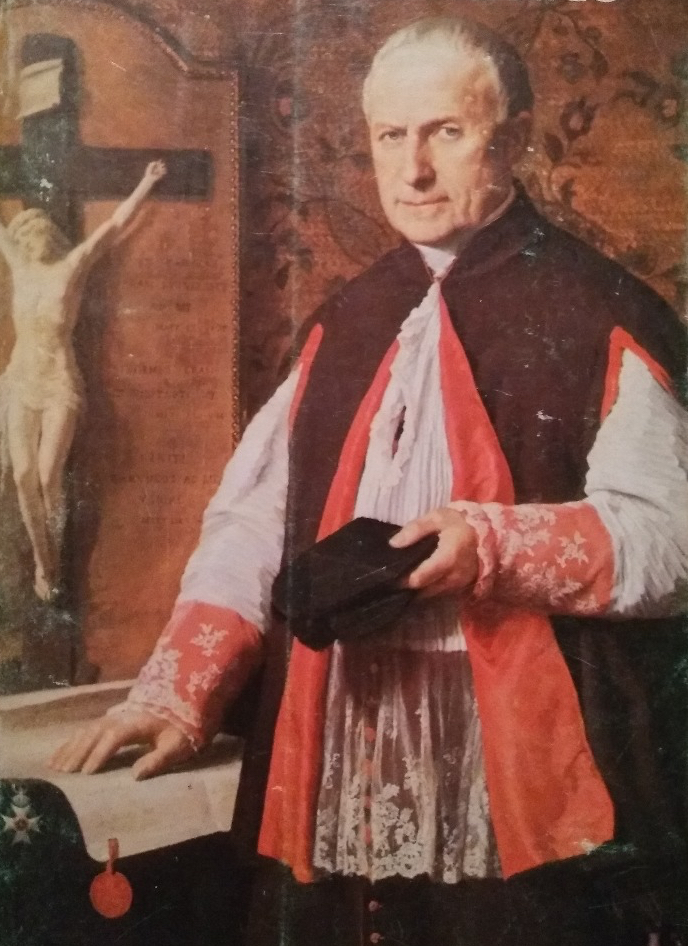
Victor Scheppers (Gemälde, 19. Jh.)

Victor Scheppers (* 25. April 1802 in Mechelen (Belgien); † 7. März 1877 ebenda) war ein belgischer Priester und Gründer der Ordensgemeinschaft Barmherzige Brüder von Mecheln.

## Leben
Victor Scheppers war das jüngste von vier Kindern, seine Eltern waren wohlhabende Landbesitzer, sein Vater besaß eine Brauerei bei Mechelen.
Als Schüler besuchte Victor zuerst die Grundschule in Mechelen und wechselte später nach Aalst, wo er auch seine Reifeprüfung ablegte. Nach dem Tode seiner Mutter (1813), seiner Schwester (1815) und seines Bruders (1817) übernahm er die Brauerei seines Vaters. Er unternahm Reisen nach Paris und besuchte jährlich den Marienwallfahrtsort Scherpenheuvel. Während einer dieser geistlichen Reisen beschloss er 1825 Priester zu werden, im Jahre 1832 empfing er die Priesterweihe.

## Soziales Engagement
Schon sehr bald begann er verarmte Kinder zu versorgen, sein Vater kaufte ihm zu diesem Zweck ein Haus in Mechelen und Victor Scheppers begann mit der Betreuung und Unterrichtung von sozial schwachen Kindern. 1835 erweiterte er seine Bildungseinrichtung auf eine Ganztagsschule und setzte sich für arbeitende Kinder ein, für die er einen kostenlosen Unterricht anbot. Weiterhin sorgte er für die Einrichtung einer Sonntagsschule, in der 17- bis 18-jährige Schüler Unterricht erhielten. 1851 errichtete er eine Tagesschule im Kloster auf dem Melaan in Mechelen und weitete diese zu einem Internat aus. Schon bald war der Ruf des Internats als „Scheppersinstitut“ bekannt und die Menschen nahmen den „Geist des Scheppers“ auf. Sein soziales und pädagogisches Engagement führte in seinem geistlichen Werdegang 1856 zur Anerkennung und Papst Pius IX. verlieh ihm den päpstlichen Ehrentitel „Monsignore“.

## Die Ordensgründung
In den Zeiten der industriellen Umwälzung herrschte viel Armut; Alkoholismus, Prostitution und soziale Probleme häuften sich, die ansteigende Kriminalität füllte die Gefängnisse. Scheppers besuchte die Gefängnisse und entwickelte die Idee, die Gefängnisinsassen zu betreuen und auszubilden, um damit die Kriminalität zu senken. Hierzu brauchte er aber Unterstützung. Während seiner jährlichen Wallfahrt nach Scherpenheuvel beschloss der Kanoniker Victor Scheppers eine „Barmherzige Brüderschaft“ zu gründen, deren Hauptaufgabe die Betreuung von Gefangenen sein sollte. Der Justizminister von Belgien befürwortet diese Tätigkeit und versprach auch finanzielle Unterstützung. Mit geliehenem Geld kaufte Scheppers ein Haus und baute es zu einem Klostergebäude um. Im März 1838 traten die ersten beiden Brüder – zwei einfache Handwerker – dieser Ordensgemeinschaft bei. Engelbertus Kardinal Sterckx übertrug am 25. Januar 1839 die Leitung an Bruder Victor Scheppers und genehmigte die Ordensregeln und das Gewand.

## Nachwirkung
Victor Scheppers wurde am 16. März 1987 von Papst Johannes Paul II. zum Ehrwürdigen Diener Gottes.